# Saint-Deniscourt
Saint-Deniscourt là một xã ở tỉnh Oise Hauts-de-France phía bắc Pháp. Xã Saint-Deniscourt nằm ở khu vực có độ cao trung bình 180 mét trên mực nước biển.